# Gare de Porsgrunn
La gare de Porsgrunn est une gare ferroviaire norvégienne de la commune de Porsgrunn.

## Situation ferroviaire
La gare est située dans la commune de Porsgrunn, comté du Telemark, et se trouve à 190,12 km d'Oslo. C'est la gare de jonction entre les lignes de Vestfold et de Bratsberg.

## Histoire
La gare a été mise en service le 24 novembre 1882, en même temps que la ligne du Vestfold. Depuis 1917, la gare fait également partie de ligne de Bratsberg.
En février 1930, le nom de Porsgrunn a changé d'orthographe qui était avant Porsgrund. La gare a également changé de nom passant de Porsgrund stasjon à Porsgrunn stasjon.

## Service des voyageurs

### Accueil
La gare possède un parking de 36 places, salle d'attente, automates, guichets, kiosque, téléphone, aubette et parc à vélo.

### Desserte
La gare est desservie par la ligne régionale R11 qui relie Skien à Oslo et Eidsvoll.
La gare est aussi le terminus des trains locaux de la ligne 52 reliant Notodden à Porsgrunn.

### Intermodalité
La gare ferroviaire est située à proximité de la gare routière.